# Alexander Mahone
Pour les articles homonymes, voir Mahone.
Alexander Mahone est un agent du FBI, joué par William Fichtner. C'est un personnage fictif du feuilleton télévisé Prison Break. Il fait sa première apparition dans le premier épisode de la deuxième saison et est apparu dans tous les épisodes jusqu'à la quatrième saison, jouant un rôle important dans la série. Mahone travaille depuis quatorze ans au FBI.  
D'abord rival de Michael Scofield et des huit de Fox River, Alexander Mahone est emprisonné à Sona dans la troisième saison et se rapproche progressivement de Scofield avant de devenir son allié. 
Il apparaît dans trois des cinq saisons de la série.

## Biographie de fiction
Alexander Mahone a rapidement prouvé sa valeur en tant qu'alter-égo de Michael Scofield quand il découvre le secret de ses tatouages. Il devine le plan méticuleux de Michael après être allé dans son ancien appartement. Sa première réussite permit de déchiffrer le message codé tatoué sur le corps de Michael, Ripe Chance Woods. Il trouva ainsi le lieu où Michael avait enfoui divers équipements dont des vêtements de rechange, quelques instants après que les prisonniers eurent tout déterré.
Au cours de la saison, on apprend que Mahone a été engagé par le cartel, pour enlever la vie aux Huit de Fox River. Le cartel garde ainsi le secret de l'agent fédéral : il était chargé d’arrêter Oscar Shales, un délinquant traqué par le FBI, mais il l'a lui-même assassiné, avant de l'enterrer sous la terrasse de sa maison, pour la simple et bonne raison que Mahone ne supportait plus de courir après Shales, et de perdre sa trace encore…

## Saison 2
Sa première apparition a lieu peu après l'évasion des 8 de Fox River, dans une scène où il interroge Bellick mais celui-ci s'énerve et dit à Mahone de ne pas intervenir car ce n'est pas à lui de régler ça. En réalité, Bellick se verra affaibli et perdre en importance durant toute la saison au profit de Mahone qui prendra la relève dans la chasse aux prisonniers. Peu après, dissimulé derrière un arbre dans le cimetière, Michael observe subrepticement Mahone ingérer une petite pilule bleue cachée à l'intérieur de son stylo, devant la pierre tombale de E. Chance Woods. Avant de donner une conférence de presse sur les « Huit de Fox River », Mahone était en conflit avec lui-même pour savoir s'il devait ou non porter sur lui ce stylo spécial. Dans un épisode postérieur, lorsque des agents lui rappellent qu'il a échoué à retrouver un autre détenu appelé Oscar Shales, Mahone n'hésite pas à prendre une de ses pilules en public. Mahone possède toujours le dossier de Shales comme un rappel constant de son échec. En réalité, Mahone a bien réussi à retrouver et capturer Oscar Shales mais il l'a assassiné avant de l'enterrer dans son jardin. 
Mahone a de nouveaumontré ses capacités en décodant le message que Lincoln Burrows a laissé à son fils: - « On the third, look out for Otis Right. » (« "Au troisième, attends Otis Droit ») et en empêchant plus tard Michael et Lincoln de faire évader L.J. du tribunal du Comté. Grâce au rapport que lui ont fourni ses agents sur les fugitifs et notamment sur les tatouages de Michael Scofield, Mahone parvient à découvrir la trajectoire des deux frères (Route 38, kilomètre 12) et arrive à temps pour être témoin de l'explosion de leur voiture. 
Le premier fugitif que Mahone élimine est John Abruzzi qui a été faussement informé que le témoin Otto Fibonacci était réfugié dans un hôtel à Washington. Abruzzi se retrouve encerclé par Mahone et ses hommes et décide de ne pas se rendre. Il est abattu par les agents fédéraux. En début de soirée, l'agent Wheeler annonce à Mahone que leurs supérieurs ne sont pas du tout satisfaits par la manière dont Mahone a procédé à l'arrestation d'Abruzzi. Ils le soupçonnent d'avoir fait en sorte que la mort était la seule issue pour le fugitif. Peu après, Mahone apprend que le sang prélevé sur les restes de la voiture calcinée, route 38, est du sang de porc, révélant ainsi que l'accident était une mise en scène. Mahone se souvient à nouveau d'Oscar Shales et devient nerveux après le départ de l'agent Wheeler.
Le lendemain, Mahone part à la rencontre d'un dealer. Celui-ci lui donne des pilules de midazolam. Il lui demande s'il doit continuer à chercher des informations sur Oscar Shales mais Mahone refuse et souhaite qu'il se contente de lui fournir régulièrement ses pilules.
Mahone découvre par la suite que Michael avait deviné que Charles Westmoreland était le célèbre D. B. Cooper et que l'argent est caché en Utah. Il marque sa deuxième victoire quand il capture David « Tweener » Apolskis à Tooele, qu'il assassine peu après avoir avoué le meurtre d'Oscar Shales. Mahone maquille la scène du crime en faisant croire que Tweener a saisi son revolver et qu'il a dû le tuer en situation de légitime défense.
Dans l'épisode suivant, Mahone est longuement interrogé par l'agent Richard Sullins des Affaires internes sur la façon dont Tweener a pu réussir à lui prendre son revolver.  Sullins rappelle que Mahone vient d'une famille pauvre, abandonné par sa mère puis frappé durant une grande partie de son enfance par son père. Il est certain que Mahone cache quelque chose, particulièrement sur la mort d'Abruzzi, mais il a été forcé de mettre fin à l'interrogatoire après avoir reçu un appel de ses supérieurs. On apprend alors que Mahone travaille pour l'agent Paul Kellerman. Ses ordres sont de ne laisser aucun évadé vivant. Lorsque Michael apprend la mort de Tweener et le fait que Mahone ait récupéré son disque dur, il décide d'enquêter sur la vie de l'agent du FBI. Il découvre que son fils et son ex-femme Pamela Mahone habitent à Durango, dans le Colorado et il comprend que Mahone a assassiné et caché dans son jardin Oscar Shales. 
Puis, Mahone se dirige à Gila, Nouveau-Mexique où il interrompt le rendez-vous de Michael Scofield et Sara Tancredi mais ne parvient pas à les capturer ni les tuer. Michael réussit à l'emprisonner dans une cage à l'intérieur d'une usine désaffectée. C'est l'agent Kim qui vient le libérer et qui lui rappelle que s'il n'arrive pas à être plus efficace, le Cartel n'hésitera pas à rendre public la mort d'Oscar Shales et à s'en prendre à son fils Cameron.
Mahone dépistede nouveau Michael, qui est sur le point de se sauver au Mexique avec son père, Lincoln et Sucre. Mahone tue Aldo lors une fusillade mais Michael, Lincoln et Sucre parviennent à s'enfuir. Cependant, Mahone retrouve de nouveau les deux frères et défonce leur voiture en leur rentrant dedans. Mahone les tient pendant quelques minutes en joue et s'apprête à les assassiner quand la patrouille des frontières surgit et le force à abaisser son arme.
Après l'arrestation de Michael et Lincoln, Mahone essaie d'obtenir le droit d'assurer lui-même le transport des deux frères jusqu'à Fox River, afin de les assassiner en chemin. Mais les autorités compétentes refusent, Mahone reçoit alors un ordre choquant de la part de l'agent Kim : il lui demande de tuer les deux frères en plein commissariat au risque de se faire lui-même abattre par les policiers. Mahone proteste mais l'agent Kim le menace de s'en prendre à sa famille dans le Colorado. Avant de commettre l'irréparable, Mahone reçoit un nouvel appel de Kim qui l'informe que l'agent Kellerman a mis au point une embuscade et qu'il profitera de la confusion pour tuer les deux frères. Néanmoins, Kim ordonne à Mahone de tuer Kellerman à la fin de la mission.
Michael et Lincoln s'enfuient comme prévu et Mahone part à leur poursuite dans les couloirs de service du tunnel. Après avoir finalement acculé les deux frères grâce à l'agent Kellerman, Mahone reçoit une balle en pleine poitrine par Kellerman. Celui-ci veut aider Michael et Lincoln pour se venger du Cartel et de la présidente Reynolds qui l'a trahi. Mahone reprend connaissance à l'hôpital et prévient l'agent Kim que Kellerman les a tous doublés. Malgré la pression de ses supérieurs qui le menacent de révéler le meurtre d'Oscar Shales, Alexander Mahone refuse obstinément de reprendre le travail et décide de rejoindre sa famille. Quelques heures plus tard, il apprend par sa femme Pamela que son fils Cameron s'est fait renverser par une voiture qui a pris la fuite. Il comprend immédiatement que ses supérieurs en sont les instigateurs. Il finit par accepter de reprendre sa traque se sentant quelque part obligé mais décide d'éliminer l'agent blond travaillant pour le Cartel, étant donné que c'est lui qui avait accidenté son fils.
Mahone est alors poursuivit par les affaires internes du FBI. Il se rend donc au Panama sur la piste de Michael et Lincoln (T-Bag servant d'appât). 
Pendant ce temps-là, Sara est en procès, mais Paul Kellerman vient à la barre et avoue tous ses horribles crimes, Sara et Lincoln sont graciés. Paul Kellerman est donc dans le fourgon de transfert quand deux hommes cagoulés (le fourgon étant arrêté pour "problèmes techniques") ouvrent les portes arrière et tuent Paul (ceci était un plan de Kellerman).
Mahone finit par les retrouver et tient Lincoln en otage. Mahone appelle Michael par téléphone : il lui annonce qu'il échangerait son frère contre les 5 millions de dollars et le bateau qu'avait prévu Scofield pour sa cavale. Ce dernier accepte le marché. Cependant, Michael prend le temps d'aller acheter de la drogue pour la cacher dans le bateau. L'agent Mahone se fait donc prendre avec cette marchandise, il gagne la prison. Entre-temps, Sara tue Kim et Michael se dénonce à sa place, il se retrouve finalement avec Mahone.

## Saison 3
Lorsque Mahone est transféré à Sona, par un temps de pluie, il s'aperçoit que Michael Scofield s'y trouve également et tous deux se lancent mutuellement un regard froid. Peu après, Alexander Mahone essayera de sympathiser un peu avec Michael mais celui-ci refuse de lui adresser la parole en affirmant qu'il ne veut pas parler à celui qui a tué son père. Par la suite, lorsque Michael se voit obligé de livrer un duel à mort avec l'un des prisonniers qui l'accuse d'avoir volé sa drogue, Mahone n'hésite pas à donner des conseils à Michael ("taper fort dans la rotule de l'adversaire") afin que celui-ci remporte à tout prix le duel car Mahone avoue à Michael qu'il est sa seule carte de sortie de cet endroit sauvage qu'est Sona. 
Lors du duel en question, lorsque l'adversaire de Michael s'apprête à lui asséner un coup de couteau (ce qui est normalement interdit d'après le règlement de la prison), Mahone décide d'intervenir et parvient à se débarrasser de l'homme, sauvant ainsi Michael d'une mort certaine, puis déclare à Lechero, qui observait la scène d'en haut de son balcon, qu'il n'a fait que respecter le règlement de la prison et lui rappelle qu'aucune arme n'est autorisée lors d'un duel.
Plus tard, après la mort d'un prisonnier nommé "Tyge", Mahone est très vite soupçonné par Michael (il sera plus tard révélé qu'un homme de Lechero est le coupable) mais Whistler sera le premier suspect de Lechero. Michael, qui a besoin de garder Whistler en vie, dénoncera Mahone après avoir trouvé un couteau dans sa cellule. Mais heureusement pour Mahone, il sera transféré avant d'être interrogé.
Le manque de pilule de Mahone évolue de jour en jour et il en vient à acheter de la drogue à T-Bag (ayant pris la place de dealer de Sona après avoir assassiné Nieves, un sbire de Lechero).
Mahone réussit à obtenir une audience grâce à son ex-collègue, l'agent Lang et grâce à Richard Sullins : en échange de son témoignage contre Caroline Reynolds et le "Cartel", il bénéficierait d'une incarcération de 4 ans à Saint-Louis au lieu de 10 ans à Sona. Il perdra l'audience à cause de son manque trop important de Veratryle et sera reconduit à Sona.
Il se remettra donc à travailler avec Michael et Whistler pour le plan d'évasion auquel s'est joint Lechero et bientôt T-Bag suivi de Bellick et Mc Grady.
Mahone réussit à vaincre sa dépendance au Veratryle, et devient un précieux allié pour Michael. Lorsque T-Bag, Lechero et Bellick menacent de tuer Whistler s'ils ne passent pas les premiers, Scofield demande à Mahone s'il veut aussi se joindre à eux mais il refuse.
Alors que les premiers évadés se font arrêter (comme prévu selon le plan de Michael), Mahone s'enfuit avec Michael, Whistler et McGrady. C'est Mahone qui aide Whistler à marcher car ce dernier fait faussement croire qu'il s'est tordu la cheville. Lincoln veut tuer Mahone car c'est lui qui a abattu le père des deux frères, mais l'évasion spectaculaire de James Whistler détourne l'attention, et permet à Alex Mahone de filer. 
On le retrouve dans un bar où il boit un club soda, Whistler propose à Mahone de travailler avec lui contre le cartel, ce dernier accepte et part en voiture avec Whistler et Gretchen.

## Saison 4
Depuis son évasion de Sona en compagnie de Michael Scofield, James Whistler, Luis Mc Grady et Lincoln Burrows, Alexander Mahone a fait équipe avec James Whisler pour travailler contre le Cartel car la chute du Cartel est la seule façon pour lui de mener une vie de famille normale.
Or, lorsque James Whisler est tué par Wyatt Mathewson, Mahone se retrouve isolé. Il décide donc de rentrer à Durango où son ex-femme et son fils vivent, lorsqu'il arrive sur place Wyatt a tué son fils. Mahone fou de rage et de douleur se précipite vers la maison, mais les policiers présents sur place le retiennent et le reconnaissant l'arrêtent.
Il intègre l'équipe la plus inattendue qui soit formée par l'agent spécial de la sécurité du territoire Don Self. Elle est formée de Michael Scofield, Lincoln Burrows, Brad Bellick, Alexander Mahone, Fernando Sucre, Sara Tancredi (dont la prétendue mort lors de la saison précédente a été falsifiée) et un inconnu de la série expert en piratage informatique du nom de Rolland Glenn.
Leur but : mettre la main sur Scylla qui est un fichier informatique, et qui selon eux, est le livre noir du cartel contenant les noms et les adresses de chacun de ses membres mais ils apprendront par la suite qu'il s'agit de bien plus que ça. Mahone a déjà profondément changé. L'assassinat de son fils par ce tueur, Wyatt, l'a mis dans une rage folle. Il semble en retrait. Il ne réagit même pas quand Lincoln le menace en lui disant : « Quand tout ça sera fini, toi et moi, on réglera nos comptes ». Néanmoins, il participe efficacement au travail d'équipe. En effet c'est lui qui localise la première carte grâce au chauffeur de la voiture qu'il a formellement reconnu.  
Les tensions s'apaisent au sein du groupe et Alex est vu comme un allié et un atout précieux même s'il est obnubilé par la vengeance. Il en vient même à sympathiser avec Lincoln qui lui propose même son aide pour retrouver Wyatt. Mahone est une nouvelle fois arrêté alors qu'il tente de faire sortir le copieur d'un bureau de paris. Donald Self parvient à faire récupérer le copieur mais il ne parvient pas à faire sortir Alex de prison. L'équipe se mouille et fait évader Mahone lors de son procès. 
Lorsque Roland Glenn est abattu par Wyatt, Mahone lui met la main dessus et manque de le tuer sous les coups si Lincoln ne s'était pas interposé. Après avoir persuadé Wyatt de faire croire au général que Scofield et les siens sont tous mort, le tueur est abandonné à la colère de Mahone qui après l'avoir torturé le jette dans le port avec un plot de ciment. 
Une fois que justice a été faite pour Alex, il est devenu d'autant plus actif au sein du groupe et ne manque jamais une occasion d'apporter son soutien à Michael ou à Lincoln qui sont ravis de pouvoir compter sur lui. C'est lui qui tente de rentrer en contact avec le FBI pour trouver quelqu'un qui pourrait mettre le cartel hors d'état de nuire après la défection de Self. Il est arrêté par ses deux anciens collègues : Marc Wheeler et Félicia Lang. Il réussit à s'enfuir lors de son transfert et rejoint, Burrows, Self, Bagwell, et Gretchen à Miami. 
Mahone arrive à temps pour permettre à Lincoln de conserver le commandement de son équipe recomposé de Self, Bagwell et Gretchen.
Mahone semble avoir changé puisqu'il convainc Lincoln de ne pas tuer Gretchen, il refuse aussi de tuer Cristina Scofield si ce n'étais pas nécessaire. 
Il rejoint finalement Michael et Sara, lorsque Michael doit choisir entre Lincoln et Sara, Alex conseille à Scofield de sauver son frère. Il risquera sa vie pour libérer Lincoln de la mère à Michael.
Il se fait arrêter par des agents du FBI alors qu'il conduit Lincoln grièvement blessé à l'hôpital. Mahone interrogé par les agents du bureau refuse de donner l'endroit où se cache les deux frères. Lorsque Scofield et Burrows auront remis Scylla à l'ONU. Alexander Mahone sera libéré et blanchi par Paul Kellerman. 
Dans le flashforward de l'épisode 22, qui se déroule 4 ans plus tard, on peut voir que Mahone s'est marié avec Felicia Lang, son ancienne coéquipière au FBI, en effet son ex-femme Pamela ne veut pas refaire son histoire avec Alexander car trop de choses se sont passées entre eux. Il est également présent pour se recueillir sur la tombe de Michael avec Sara, Lincoln, Sucre et Michael Jr. 

## La Dernière Évasion
Dans les deux épisodes finaux, qui se déroulent pendant l’ellipse narrative de l'épisode 22 de la saison 4, on peut voir que le FBI veut offrir une réintégration à Mahone à condition qu'il trouve et signale des éléments de preuve pouvant incriminer Michael. Ses motivations lorsqu'il vient en aide à Michael ne sont pas très claires, après plusieurs appels téléphoniques avec l'Agent Wheatley, dans lequel Mahone divulgue les plans de Michael, il semble que Mahone l'ait trahi. Mais Michael continue à lui faire confiance, et il lui donne un morceau de papier et un DVD qui lui demande de transmettre à Sara s'il venait à mourir. On apprend après que Mahone a induit l'Agent Wheatley en erreur. Il donne par la suite le morceau de papier et le DVD à Sara, et il s'en va en voiture avec Sucre.

## Personnalité et aspect physique

### Personnalité et relations

#### Personnalité
Alexander Mahone est un homme extrêmement intelligent. Il est le premier à découvrir le secret du tatouage de Scofield (hors Charles Patoshik). Dans la saison 2, Mahone ne montre aucun scrupule a tué : trois des huit évadés sont assassinés par Alexander Mahone ou sous son emprise. Sa frustration est énorme puisqu'il n'arrive pas à coincer Scofield et son frère, ces derniers le piégeant même à certaines occasions. 
Au sein du FBI, Mahone est un homme autoritaire absorbé par son travail. Sa relation avec sa femme en pâti également. Confronté à Scofield certaines fois, il se montre confiant, voire arrogant, affirmant a Scofield qu'il arrivera à l'arrêter un jour. 
Dans les saisons 3 et 4, Mahone aide de nombreuses fois Scofield et devient même proche de ce dernier. Il met son génie au service de l'équipe dans la saison 4. 
Mahone est toutefois doté d'une grande humanité. Lorsqu'il tue David Apolskis, il le fait à contrecœur, idem lors du décès de Charles Patoshik. Pour effacer le stress que lui cause son métier, il prend des pilules qu'il cache dans son stylo. Il n'en prendra plus par la suite ce qui lui causera de graves troubles de la conscience au début (notamment à Sona). Il voue également une grande admiration à Michael Scofield comme il l'avoue à L.J. Il admet même que Scofield est un génie, et qu'il est le seul à lui avoir résisté (saison 4 quand il parle à Donald Self). 

#### Relations

##### Avec l'Agent Lang
L'agent Lang est la principale équipière de l'agent Mahone dans la seconde saison. Si celle-ci lui voue un grand respect, il se montre peu bavard avec elle et ne lui accorde qu'un intérêt purement professionnel. 
À la fin de la saison 4, Alexander Mahone sort avec l'agent Lang. 

##### Avec son ex-femme
Pamela Mahone est l'ancienne femme d'Alexander. Leur relation, qui avais très bien commencée, s'est terminée quand Mahone est devenu différents a cause de son travail, et notamment a cause de l'affaire Shales. Mahone garde néanmoins contact avec elle et ils ont eu un fils, Cameron, tué par Wyatt. 

##### Avec Michael Scofield
Dans la saison 2, Alexander Mahone et Michael Scofield sont ennemis, puisque Mahone souhaite éliminer Scofield et son frère. Mahone tue ensuite Aldo Burrows, le père de Scofield, ce qui rend fous de rage les deux frères. 
Dans les saisons 3 et 4, Scofield et Burrows s'allient à Mahone pour s'évader de Sona. 

### Aspects physique
Alexander Mahone est un redoutable adversaire au corps-à-corps. Il sait parfaitement se battre et est physiquement très solide. Il est un excellent tireur ainsi qu'un très bon stratège martial.

## Détails
- L'adresse de l'agent Mahone est : 5002 Bleecker Street - Oak Point, IL 60301[7].

- Mahone semble porter plusieurs armes sur lui. En plus de son arme de service, il cache quelque part sur son corps l'arme qu'il a utilisée pour tuer Tweener. Dans The Killing Box, il est révélé qu'il cache un revolver dans sa chaussure.

- Il a persuadé Charles Patoshik, l'un des évadés de Fox River de se suicider.

- Il a un jeune fils, Cameron. Blessé par le Cartel dans l'épisode 14 de la saison 2, il est tué par Wyatt dans la saison 4. Pour se venger, Mahone le torture et le tue à son tour.

- Après la prison, il sortira avec sa collègue de travail.

- Tout comme Paul Kellerman, Mahone est un personnage ayant travaillé à la fois pour le Cartel et pour la bande de Scofield.